# ナルビ (衛星)
ナルビ (Saturn XXXI Narvi) は、土星の第31衛星である。逆行軌道で土星を公転する不規則衛星で、北欧群に属する。また、同じ北欧群のベストラと共にサブグループ（下位群）であるナルビ群を形成していると考えられている。
2003年2月5日にスコット・S・シェパードが率いる観測チームによって発見された。観測にはすばる望遠鏡とハワイ大学の望遠鏡が用いられている。発見は同年4月8日に小惑星センターのサーキュラーで、4月11日に国際天文学連合のサーキュラーで公表され、S/2003 S 1 という仮符号が与えられた。
その後2005年1月21日に、北欧神話の悪戯好きの神ロキの息子「Narfi（古ノルド語）」に由来するナルヴィに因んで命名され、Saturn XXXI という確定番号が与えられた。
土星からの平均距離は約 19,349,000 km で，推定直径が約 7 km の小さい天体である。軌道離心率は 0.4296 と大きく、およそ1004日かけて土星を逆行軌道で一周している。